# Mina Shirakawa
Mina Shirakawa (白川未奈, Shirakawa Mina) (née le 26 décembre 1987 à Tokyo) est une catcheuse (lutteuse professionnelle) et idole japonaise. Elle travaille actuellement à la All Elite Wrestling et la Revolution Pro Wrestling, sous le même nom.
Shirakawa est une ancienne double championne Artist of Stardom, une fois championne Wonder of Stardom, une fois championne Goddesses of Stardom et une fois championne Future of Stardom.

## Jeunesse
Shirakawa fréquente l'université Aoyama Gakuin où elle y étudie la langue anglaise et la littérature américaine. Elle travaille comme organisatrice de mariage et comme « gravure model » (modèle glamour),. Elle explique que la forte poitrine qu'elle a développé pendant son adolescence lui a permis de s'assumer « sexy » dans sa vie d'adulte.

## Carrière de catcheuse

### Circuit indépendant (2018-2020)
Shirakawa décide d'entrer dans le monde du catch après avoir été inspirée par Jushin Thunder Liger,. Son gimmick est principalement basé sur son expérience de mannequin gravure. Elle est surnommée « Fighting H-Cup Gravure Wrestler » et « Vénus du catch ».
Shirakawa fait ses débuts de catcheuse le 4 août 2018, à l'âge de 31 ans, lors de BBJ Muscle Ring, le tout premier événement de la promotion Best Body Japan Pro-Wrestling, lors d'une défaite en équipe avec Shoko Nakajima face à Reika Saiki et Hoshimi Muramatsu. Elle participe à d'autres évènements de la promotion,. Elle lutte également au sein de la DDT Pro-Wrestling et principalement à la Tokyo Joshi Pro Wrestling, le premier ayant eu lieu la deuxième nuit du TJP 5th Anniversary Shin-Kiba Tour le 4 novembre 2018, où elle a fait équipe avec Reika Saiki lors d'une défaite contre Maki Itoh et Shoko Nakajima. Elle perd un match pour le championnat féminin du Japon du CMLL face à Dalys la Caribeña lors d'un show organisé par le CMLL et la Lady's Ring.

### World Wonder Ring Stardom (2020-2025)

#### Cosmic Angels (2020-2022)
Shirakawa fait ses débuts à la World Wonder Ring Stardom le 3 octobre 2020 lors de Yokohama Cinderella, où elle bat Hanan. Elle forme une alliance avec Tam Nakano et Unagi Sayaka, nommée Cosmic Angels. Le 16 décembre lors de Road To Osaka Dream Cinderella, elles remportent le championnat Artist of Stardom en battant Oedo Tai (Bea Priestley, Natsuko Tora et Saki Kashima).
Lors du All Star Dream Cinderella, le 3 mars 2021, Shirakawa participe à un 24-women Stardom All Star Rumble où elle affronte entre autres diverses légendes de la Stardom. Début 2021, les Cosmic Angels entrent en rivalité avec Donna del Mondo, incluant un match où Shirakawa et Sayaka perdent contre Himeka et Maika dans un match pour le championnat Goddesses of Stardom. Elle participe au Cinderella Tournament 2021 mais perd contre Utami Hayashishita au premier tour. Le 4 juillet, elle remporte le championnat Future of Stardom en gagnant un tournoi pour le championnat vacant, battant Unagi Sayaka en finale. Au 5 Star Grand Prix 2021, Shirakawa finit la phase de poules dans le bloc Red Stars avec six points et ne se qualifie pas pour la finale. Elle participe avec Tam Nakano à la Goddesses of Stardom Tag League mais ne parviennent pas à se qualifier en finale. Lors de Tokyo Super Wars le 27 novembre, Shirakawa défie Tam Nakano pour le championnat Wonder of Stardom mais perd le match. Lors de Osaka Super Wars le 18 décembre, Shirakawa, Unagi Sayaka et Tam Nakano perdent contre Stars (Hazuki, Koguma et Mayu Iwatani) dans un match par équipe à six dans le cadre du ¥10 Million Unit tournament. Lors de Dream Queendom le 29 décembre, Shirakawa, Mai Sakurai et Unagi Sayaka défient sans succès MaiHimePoi pour le championnat Artist of Stardom.

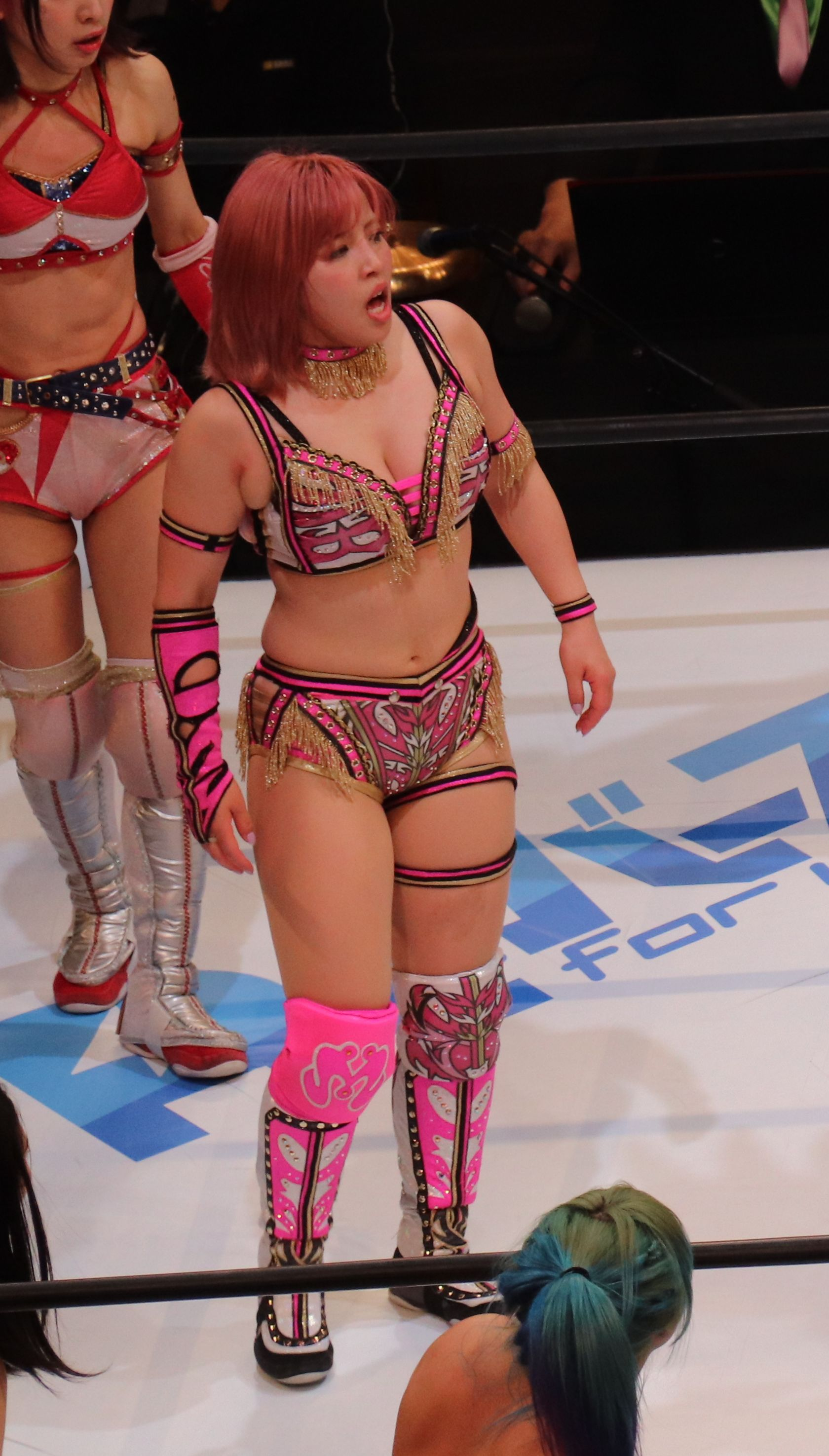
Shirakawa en mars 2022.

Le 29 janvier 2022 lors de Nagoya Supreme Fight, Shirakawa perd contre Thekla dans un match pour le championnat du monde SWA vacant. Lors de Cinderella Journey le 23 février, Shirakawa et Unagi Sayaka perdent contre FWC dans un match pour le championnat Goddesses of Stardom. Shirakawa se fait à nouveau éliminer au premier tour du Cinderella Tournament de 2022 par Mirai.

#### Club Venus (2022-2024)
Lors de Dream Queendom 2 le 29 décembre 2022, Shirakawa gifle Unagi Sayaka et annonce la formation du Club Venus, trio composé de Mariah May, Xia Brookside et elle-même. Lors de la dernière nuit du Cinderella Tournament 2023, le 15 avril, Shirakawa, Natsupoi, Saki et Tam Nakano perdent contre Donna Del Mondo (Giulia, Himeka, Maika et Thekla). Après le match, Shirakawa annonce que le Club Venus se sépare des Cosmic Angels et devient un clan indépendante.
Shirakawa remporte le championnat Wonder of Stardom le 23 avril 2023 à All Star Grand Queendom en battant Saya Kamitani. Elle défend son titre pour la première fois face à Natsupoi le 4 mai et le perd le 27 mai à Flashing Champions face à Tam Nakano où le championnat World of Stardom de Nakano était également en jeu. Elle remporte le championnat Goddesses of Stardom avec Mariah May le 25 juin à Sunshine 2023 en battant The New Eras. Elles perdent le titre face à REStart le 13 août à Stardom x Stardom: Osaka Summer Team.

#### Empress Nexus Venus (2024–...)
Le 20 janvier 2024, Shirakawa, Hanako, Maika, Waka Tsukiyama et Xena reforment un nouveau Club Venus avec Shirakawa et Maika comme co-dirigeants,. Le 27 janvier, la nouvelle écurie adopte le nom d'Empress Nexus Venus. Le 30 mars, Shirakawa, Maika et Xena ont remportent le championnat Artist of Stardom en battant Abarenbo GE.

### New Japan Pro-Wrestling (2022, 2024)
Shirakawa fait son premier match à la New Japan Pro-Wrestling (NJPW) le 18 octobre 2022, au Rumble on 44th Street, en équipe avec Waka Tsukiyama, perdant contre Kylie Rae et Tiara James.
Le 23 février 2024, lors de la première nuit de The New Beginning at Sapporo, Shirakawa revient à la NJPW, défiant sans succès Mayu Iwatani pour le championnat féminin IWGP.

### Ring of Honor (2024)
Shirakawa a fait ses débuts à la Ring of Honor (ROH) lors de l'épisode du 21 mars 2024 de Ring of Honor Wrestling, où elle gagne contre Anna Jay.

### All Elite Wrestling (2024-...)
Le 10 avril 2024 à Dynamite, elle fait ses débuts à la All Elite Wrestling, vole à la rescousse de Mariah May qui a été attaquée par Anna Jay, partage une coupe de champagne avec son ancienne partenaire et échange un baiser avec celle-ci. 14 soirs plus tard à Dynamite, elle dispute son premier match et bat Anna Jay. Le 30 juin à Forbidden Door, elle ne remporte pas le titre mondial féminin, battue par "Timeless" Toni Storm. Après le combat, Mariah May les réconcilie et les trois catcheuses s'embrassent.
Le 23 novembre à Full Gear, son alliance avec Mariah May prend officiellement fin, car pendant la célébration de son ancienne amie pour la ceinture mondiale féminine, cette dernière tente de l'attaquer avec la chaussure à talon, mais elle lui porte un Spear et la fait passer à travers une table.
Le 5 janvier 2025 à Wrestle Dynasty, elle ne remporte pas le titre TBS et ne conserve pas sa ceinture incontestée britannique de la RPW, battue par Mercedes Moné dans un Winner Takes All match. 
Le 21 mai, elle signe officiellement avec la compagnie. 4 soirs plus tard à Double or Nothing, elle ne remporte pas la ceinture mondiale féminine, rebattue par la catcheuse néo-zélandaise. 
Le 12 juillet à All In, elle ne remporte pas le premier Women's Casino Gauntlet match de l'histoire, gagnée par Athena, et le contrat qui lui permet d'avoir un match de championnat à tout moment.

## Palmarès
- Best Body Japan Pro-Wrestling
  - Championnat féminin de la BBW (1 fois, inaugural)
- Pro Wrestling Illustrated
  - Classée 51e des 250 meilleures lutteuses simples féminines du PWI Women's 250 en 2023 [42]
- Revolution Pro Wrestling
  - Championnat britannique féminin RevPro (1 fois, en cours)
- World Wonder Ring Stardom
  - Championnat Artist of Stardom (2 fois) – avec Tam Nakano et Unagi Sayaka (1), Maika et Xena (1)[43]
  - Championnat Future of Stardom (1 fois)
  - Championnat Goddesses of Stardom (1 fois) – avec Mariah May
  - Championnat Wonder of Stardom (1 fois)[25]

## Récompenses des magazines
- Pro Wrestling Illustrated

| Année | 2021 | 2022 | 2023 | 2024 |
| ----- | ---- | ---- | ---- | ---- |
| Rang  | 149  | 123  | 51   | 16   |